# روتمرسلبن
روتمرسلبن (به آلمانی: Rottmersleben) یک منطقهٔ مسکونی در آلمان است که در هوهه بورده واقع شده‌است. روتمرسلبن ۷۲۰ نفر جمعیت دارد.